# Komarovieae
Komarovieae es una tribu de plantas con flores perteneciente a la familia Apiaceae.

## Géneros
Según GRIN
- Calyptrosciadium Rech. f. & Kuber
- Changium H. Wolff
- Chuanminshen M. L. Sheh & R. H. Shan
- Cyclorhiza M. L. Sheh & R. H. Shan
- Komarovia Korovin
- Parasilaus Leute
- Scaphospermum Korovin = Parasilaus Leute
- Sphaerosciadium Pimenov & Kljuykov